# Droits de l'homme au Tibet
Selon Israel Epstein, la notion des droits de l'homme était inconnue dans l'ancienne société tibétaine. Celle-ci connaissait le servage et une forme d’esclavage. Selon Melvyn Goldstein, il y avait divers sous-statuts : les serfs qui louaient des terres à un domaine moyennant redevances et avaient de lourdes obligations, ceux qui étaient attachés à un domaine mais ne détenaient pas de terres et avaient donc moins d'obligations, et les serviteurs attachés de façon héréditaire à la maisonnée d'un seigneur. Heidi Fjeld voit plutôt une hiérarchie sociale analogue au système de castes en Inde. Le Tibet n’avait pas, selon Heinrich Harrer, de système judiciaire organisé avec des tribunaux et la loi tibétaine comprenait parmi ses peines, des mutilations et la peine capitale. Cependant, selon Dawa Norbu, la peine capitale et les mutilations diminuèrent considérablement et finalement, le 13e dalaï-lama interdit officiellement ces peines contraires au bouddhisme en 1898 et en 1913. À la fin des années 1950, Fosco Maraini affirme que « les Tibétains [lui] ont paru un peuple véritablement heureux. Le bonheur ne dépend pas aussi nécessairement de la structure sociale ou du système de gouvernement… », et Robert W. Ford, qui vécut cinq ans au Tibet à la fin des années 1940, précise que si les gens étaient pauvres, la nourriture ne manquait pas et le bonheur régnait.
Selon le ministère américain des Affaires étrangères, les violations des droits de l'homme après 1950 au Tibet concernent la liberté de religion, de croyance et d'association. Au nombre de ces violations, les arrestations arbitraires et les mauvais traitements en prison, dont la torture. La liberté de la presse en PRC fait encore défaut, rendant difficile de déterminer précisément l'étendue des violations des droits de l'homme. Une série de rapports publiés dans les dernières années 1980 indique que la Chine forçait les Tibétains à participer aux programmes de contrôle de naissance stricts qui imposaient avortements et stérilisations forcées, et même l'infanticide. Selon un rapport d'Amnesty International de 1992, les normes juridiques en Chine ne satisfont pas aux « normes internationales ». Le rapport accuse le gouvernement de conserver l'internement des prisonniers politiques et la peine de mort dans son code pénal, et de ne pas réagir face aux mauvais traitements, y compris la torture et parfois la mort,. Le statut de la religion, principalement quand il est en relation avec des chefs à la fois religieux et politiques, comme le 14e dalaï-lama, fait l'objet de critiques.

## Droits de l'homme avant 1951
Pour Israel Epstein, un journaliste et écrivain naturalisé chinois, l'ancienne société n'avait rien qui ressemblât même de loin aux droits de l'homme. En haut comme en bas de la société, des siècles durant on avait imprimé, dans la conscience des Tibétains, que le statut de chacun était la récompense de ses vertus ou la punition de ses fautes lors des réincarnations passées. Il était de ce fait absurde pour les riches d'avoir des scrupules à être sur le dos des pauvres, et il était à la fois criminel et blasphématoire pour les pauvres de ne pas subir patiemment le joug. Le vieux Tibet était tout sauf Shangri-la,. Cette affirmation a été publiée dans Tibet Transformed en 1983, un ouvrage qualifié de « honteux tellement il est mensonger » par Patrick French, ex-directeur de la « Free Tibet Campaign ».
Cependant, le 14e et actuel dalaï-lama déclara dans un entretien avec Gilles Van Grasdorff qu'au VIIe siècle, le roi Songtsen Gampo promulgua un code général d'éthique, aussi appelé code légal des 16 vertus morales, inspiré par la sagesse des règles de conduites bouddhistes. Dès cette époque, la peine de mort avait été interdite.

### Théocratie
Pour Fabienne Jagou, de 1643 à 1959, le gouvernement du Tibet est de nature théocratique. De même, Samten G. Karmay qualifie le Ganden Potrang (ou Gaden Phodrang) de « gouvernement théocratique ». Stéphane Guillaume voit dans la dalaï-lama « le chef théocratique du gouvernement tibétain ».
Dans un livre publié en 1946, le tibétologue indo-britannique Charles Bell, qui fut l'ami et le confident du 13e dalaï-lama, le qualifie d'« autocrate absolu » tant dans le domaine de la religion que dans celui du gouvernement séculier du Tibet. Il ajoute que le fait qu'il soit considéré comme une divinité (il est l'incarnation de Cherenzig, le Bouddha de la compassion), vaut au dalaï-lama une position de domination absolue au Tibet. Bell va jusqu'à écrire qu'il « était un dictateur, et cela encore plus vis-à-vis du pays qui était le sien que Herr Hitler et Signor Mussolini vis-à-vis du leur » Pour le tibétologue Alex McKay, Charles Bell fait référence ici à l'étendue de son pouvoir, et non à son usage. Charles Bell ajoute que, s'il ne disposait pas des moyens de diffusion de ces deux personnages pour se faire entendre, il avait le pouvoir de récompenser aussi bien que de punir les Tibétains dans leur vie présente comme dans leur vie à venir, de faire en sorte qu'ils renaissent sous la forme d'un être humain plutôt que sous celle d'un animal, et que cet être humain soit dans une position sociale élevée ou, mieux encore, qu'il soit moine ou nonne. Toutefois, selon Catriona Bass, au début du XXe siècle, le gouvernement tibétain lui-même, sous la direction du 13e dalaï-lama, a fait un certain nombre de tentatives éphémères de mettre sur pied un système d'éducation séculier moderne au Tibet, en envoyant 4 jeunes Tibétains en Angleterre en 1912 et en ouvrant une école anglaise en 1923.
Ce régime a pris fin en 1959 avec le départ en exil, du 17 au 31 mars, du 14e dalaï-lama et la dissolution, par le décret du 28 avril, des instances gouvernementales théocratiques,.

### Servage
Des observateurs occidentaux comme le journaliste militaire britannique Edmund Candler, qui séjourna dans la capitale tibétaine en 1904, l'Indo-britannique David Macdonald, qui fut agent commercial à Yatoung et Gyantsé de 1909 à 1924
, l'alpiniste autrichien Heinrich Harrer qui vécut à Lhassa dans la deuxième moitié des années 1940, Robert W. Ford, un Britannique employé par le gouvernement tibétain comme opérateur radio dans la ville de Chamdo, dans le Kham, à la fin des années 1940, témoignent dans leurs écrits de l'existence au Tibet d'un système féodal fondé sur le servage : « Le pays est régi par le système féodal. Les moines sont les seigneurs et les paysans leurs serfs » (Edmund Candler), « Il n'est guère de cultivateur qui soit propriétaire de sa terre et qui entrevoie de le devenir un jour. Le servage est usuel d'un bout à l'autre du pays. La personne née dans une famille de serfs d'une grande maison ne peut jamais s'en libérer. De désespoir, certains tentent bien de s'enfuir. » (David Macdonald), « De nombreux serfs sont attachés à chaque domaine, on leur attribue quelques champs à cultiver pour eux-mêmes, mais ils sont contraints de passer un certain temps à travailler pour leur seigneur » (Heinrich Harrer), « au Tibet, un propriétaire dispose de ceux qui sont sur ses terres comme de serfs » (Robert W. Ford).
Le système de servage en vigueur avant 1959 a été étudié par Melvyn C. Goldstein à partir de 1965. Selon lui, l'organisation sociale traditionnelle du Tibet était une variante du servage (serfdom en anglais), comportant divers sous-statuts : les serfs qui louaient des terres à un domaine moyennant redevances et avaient de lourdes obligations (les khral-pa), ceux qui étaient attachés à un domaine mais ne détenaient pas de terres (les dud chung) et avaient donc moins d'obligations, et les serviteurs attachés de façon héréditaire à la maisonnée d'un seigneur (les nangsen).
Selon Karam Tej Singh Sarao, citant Tsering Shakya, certains des visiteurs du Tibet d'avant 1950 disent que les monastères et la classe des prêtres possédaient la majeure partie des sources de production, les lamas (abbés) étant de « riches personnages, qui possédaient des yaks, des milliers de moutons et exerçaient le commerce lucratif de la laine ». Il ajoute, citant Charles A. Sherring, que les villageois cultivaient la terre des lamas et des jongpen (préfets) sans rémunération, et toute terre abandonnée ou cédée était, dans la mesure du possible, ajoutée aux domaines existants de ces dignitaires, si bien que d'année en année la charge de travail agricole fournie gratuitement augmentait.
Le 14e dalaï-lama écrit dans ses mémoires publiés en 1962 : « ce serait induire le lecteur en erreur de dire que les paysans étaient locataires de leur terre, car ce n'était qu'en apparence que celle-ci appartenait à l'État. En fait, le paysan pouvait léguer sa terre à ses enfants, la louer à d'autres, l'hypothéquer ou même vendre le droit qu'il avait de la cultiver, droit dont il n'usait guère, d'ailleurs, car son premier devoir était de la conserver intacte pour ses descendants. ».

### Répression de révoltes de serfs (1926-28, 1931, 1938)
Selon le livre blanc Fifty Years of Democratic reform in Tibet publié par le Conseil des affaires de l'État de la république populaire de Chine, nombre d'éléments montrent qu'au milieu du XXe siècle le servage féodal était assailli de nombreuses contradictions et agité de crises récurrentes. Les serfs pétitionnaient leurs maîtres pour obtenir l'allègement de leur fardeau, s'énfuyaient des domaines, refusaient de s'acquitter des redevances et des corvées, voire recouraient à la lutte armée.
L'ancien Tibet aurait connu à maintes reprises des jacqueries spontanées de serfs contre des responsables du gouvernement tibétain ou des propriétaires de serfs. Selon Jiawei Wang et Nyima Gyaincain :
- En 1926-1928, des habitants du comté de Bome livrèrent bataille contre les taxes exorbitantes imposés par le Gaxag : ce fut la plus grande jacquerie contre le gouvernement en un siècle. Le prince Gelang réunit 300 personnes pour attaquer nuitamment le campement de l'armée tibétaine, tuant 30 officiers et hommes de troupe. Le Gaxag envoya des renforts et régla la question par un bain de sang[41].
- En 1931, Caiba, un noble de Gyadiu dans le comté de Rongzi dans le Shannan, avait des visées sur Gyamei, région fertile et très peuplée et à l'époque sous la juridiction du Gaxag. Au moyen de pots-de-vin, il obtint le droit de contrôler les taxes et la location des terres. Les serfs de Gyamei, furieux d'avoir des taxes à payer à la fois au gouvernement et à Caiba, tuèrent celui-ci à coups de pierres et de gourdins. Lorsque le gouvernement voulut réprimer la révolte, les serfs s'enfuirent. La lutte dura 28 ans. Ce n'est qu'en 1951 que le gouvernement tibétain consentit à ce que Gyamei ne soit plus sous la houlette de Caiba[41].
- En 1938, des paysans et des éleveurs de la zone des 39 Tribus étaient soumis à de lourdes corvées et impositions. 150 foyers de la tribu Gata firent remettre par un des leurs une pétition aux autorités du comté : il fut mis à l'ombre par le juge. Quelque 40 membres de la tribu cernèrent les bâtiments des autorités locales, étranglèrent le juge et s'emparèrent des armes de 45 soldats. Le gouvernement envoya des renforts, qui se livrèrent à une répression sanglante[41].

Au contraire de ce livre blanc officiel, Robert Barnett considère qu'il a eu « peu ou pas, de soulèvement au Tibet » et à priori aucun appel des paysans pour une interventions des chinois en leurs faveurs.

### Châtiments corporels
Décrivant le système juridique en vigueur sous le 13e dalaï-lama, Sir Charles Bell le qualifie de « draconien ». « Outre les amendes et l'emprisonnement, la flagellation est courante, non seulement pour les gens qui sont reconnus coupables d'un délit mais aussi pour les accusés, voire les témoins pendant le déroulement du procès. Pour les délits graves, on fait appel au pilori ainsi qu'à la cangue, lourde planche de bois carré portée autour du cou. Aux jambes des meurtriers et des cambrioleurs récidivistes, on met des entraves en fer. Pour les délits très graves ou à répétition (meurtre, vol à main armée, vol à répétition ou usage de faux aggravé), on coupe la main à hauteur du poignet, ou on tranche le nez, ou encore on énuclée le coupable, surtout dans le cas d'un crime politique odieux. Dans l'ancien temps, les condamnés pour meurtre étaient mis dans un sac de cuir que l'on recousait et jetait à la rivière »,.
David Macdonald écrit en 1929 qu'on aveuglait les condamnés en leur enfonçant des fers rougis au feu dans les orbites ou en leur versant de l'eau bouillante sur les yeux. On trouvait, dans les bazars, des mendiants dont on avait arraché ou ébouillanté les yeux à la suite d'un meurtre, d'un vol dans un monastère ou dans la maison d'un haut dignitaire,. Pourtant, Patrick French, qui lors d'un séjour au Tibet en 1999 interrogea Ugyen, un Tibétain Ragyaba âgé de 65 ans, écrit que ce dernier lui affirma qu'à son époque, les mutilations étaient rares et qu'à l'époque où Lungshar fut arrêté et condamné à l'« aveuglement » en 1934 pour avoir tenté d'assassiner un ministre, personne n'avait été « aveuglé » depuis très longtemps. Selon le romancier Patrick Hutin, Lungshar fut condamné à la cécité pour avoir tenté de démocratiser le pays et de moderniser l'armée, menaçant le pouvoir temporel des religieux. Pourtant, selon l'écrivain et journaliste Claude Arpi, c'est le régent du Tibet, qui à l'époque était Reting Rinpoché, qui ordonna l'arrestation. Des documents compromettants furent découverts dans sa résidence, et il fut prouvé qu'il projetait d'assassiner le ministre Trimön. De même, pour Jamyang Norbu, la présentation de Lungshar comme un révolutionnaire progressiste relève du mythe.
Voyageant au Tibet en 1942-1943, Brooke Dolan II et Ilia Tolstoï (petit-fils de Léon Tolstoï et membre de l' Office of Strategic Services (OSS) américain, ancêtre de la CIA) qualifient le système judiciaire tibétain de « médiéval » dans son fonctionnement et ses peines. Toutefois la peine de mort a quasiment disparu. Le seul cas où le gouvernement peut l'envisager est celui de la trahison. Le fondement de la justice tibétaine, c'est que les peines doivent correspondre aux délits. Un voleur peut être condamné à travailler pour la personne volée jusqu'à réparation, mais un récidiviste peut être traité plus durement. Les conditions étaient cependant bien plus sévères dans la région sous contrôle tibétain de Nagchu, sur le plateau du Chang Tang, où les nomades attaquent souvent les caravanes et massacrent les caravaniers. Nolan rapporte les propos d'un responsable gouvernemental, Changchi Kachung : « Les meurtres et les délits moindres sont très fréquents, tout accusé est entendu par le juge, lequel le condamne à telle ou telle peine en fonction de la gravité du délit. Il n'y a pas de procès avec jury. Cent coups de fouet est la peine infligée pour les petits délits, le maximum étant mille coups, qui détruisent les muscles et les tendons des condamnés et les empêchent à jamais de marcher s'ils survivent. Pour le vol, le brigandage, le meurtre, la sanction est la perte d'une ou des deux mains ou jambes, lesquelles sont sectionnées au-dessus des genoux ». Dans les régions à l'est du Kham et de l'Amdo, c'est le système judiciaire chinois qui est appliqué et l'on tranche la tête pour exécuter la peine de mort. Brooke Dolan II et Ilia Tolstoy ont vu la tête d'un bandit accrochée près d'un camp nomade pour en effrayer d'autres.
Au cours des guerres de frontières entre 1906 et 1918, les Chinois attaquaient les Lamaseries comme au Moyen Âge, en faisant le siège et en étant sans pitié pour les vaincus. L'armée tibétaine qui combattit en 1918 était commandée par un religieux, le Kalon Lama (Champa Tendar). Sur son ordre, les prisonniers sont traités humainement et sans représailles, à ce qu'affirme sir Eric Teichman.
Le communiste tibétain Phuntsok Wangyal rapporte la colère qui l'avait saisi lorsqu'il avait vu, un jour de 1945, des oreilles coupées de fraîche date accrochées à l'entrée du bâtiment de l'administration du comté de Damshung, une zone à nomades au nord de Lhassa.
Robert W. Ford rapporte que partout au Tibet il avait vu des hommes dont on avait coupé un bras ou une jambe pour cause de vol. Les peines d'amputation, précise-t-il, étaient faites sans antiseptiques ni pansements stériles.
Selon l'Américain Frank Bessac (en), nez et/ou oreilles coupées furent les peines prononcées en 1950 par le tribunal militaire de Lhassa aux garde-frontières qui avaient tué ou blessé ses compagnons, dont Douglas Mackiernan (en), alors que ces derniers, fuyant devant les communistes chinois, avaient pénétré au Tibet. Bessac, explique que les Bouddhistes tibétains ne pratiquant pas la peine de mort, des mutilations sont les peines les plus dures pratiquées au Tibet. Trouvant les peines trop sévères, il demanda qu'elles soient allégées, ce qui fut accepté, les nouvelles peines prononcées furent des coups de fouet en proportion de la responsabilité de chaque prévenu.
Selon Jamyang Norbu, militant tibétain en exil, après son retour d'exil en Inde, dans sa proclamation d'indépendance de 1913, le 13e dalaï-lama, qui avait aboli la peine de mort en 1898, annonça l'abrogation des amputations de membres. La déclaration précise que « divers châtiments physiques sont interdits : ainsi, l’amputation de membres était pratiquée en guise de punition. Dorénavant, des traitements aussi sévères sont interdits ». Des exemplaires de la proclamation ont été envoyés dans tout le Tibet, et des exemplaires ont dû être conservés dans le bureau de chaque district.
Selon Jamyang Norbu, nombre des instruments de supplice ou de torture employés autrefois et exposés aujourd'hui dans des musées ou des expositions ont été en fait introduits au Tibet par les Chinois sous le règne des Mandchous.
Avec l'influence croissante du bouddhisme, affirme l'écrivain tibétain exilé Dawa Norbu, la peine capitale et les mutilations diminuèrent considérablement et finalement, le 13e dalaï-lama interdit officiellement ces peines contraires au bouddhisme.
Dans ses jeunes années, l'observation et la discussion avec les gens ordinaires comme les balayeurs et les prisonniers avaient grandement préoccupé le 14e dalaï-lama. Elles lui inspirèrent des réformes. Choqué par l'utilisation de la cangue, il libéra tous les prisonniers quand il accéda au pouvoir en novembre 1950.

### Peine de mort
Le 14e dalaï-lama déclara dans un entretien avec Gilles Van Grasdorff que la peine de mort avait été strictement interdite au Tibet dès le VIIe siècle sous le règne du roi Songtsen Gampo.
Après l’intronisation en 1895 du 13e dalaï-lama, l'ancien régent Demo Rinpoché, qui avait projeté de l’assassiner, fut arrêté et condamné à la peine de mort par l’Assemblée nationale tibétaine (tsongdu). Le dalaï-lama refusa cette décision, déclarant son opposition à la peine de mort en raison des principes bouddhistes. Sir Charles Bell, dans sa biographie du 13e dalaï-lama, écrit que ce dernier lui avait déclaré que « jusqu'au moment de sa fuite en Inde, il n'a[vait] autorisé aucune peine de mort sous aucune circonstance que ce soit ». Bell précise toutefois que « le châtiment infligé pour un meurtre avec préméditation est si sévère habituellement que le coupable ne peut guère y survivre très longtemps ».
Le 13e dalaï-lama a aboli la peine de mort en 1898,. Cependant, selon le tibétologue Alex McKay, il y eut des cas isolés de peine capitale dans les années qui suivirent. Citant Melvyn C. Goldstein, il évoque la mort de Padma Chandra (selon Dundul Namgyal Tsarong, ce général indien en fuite fut abattu par les troupes tibétaines lancées à sa poursuite et auxquelles il aurait résisté). Citant l'Oriental and India Office Collection (en), McKay mentionne l'exécution d'un jeune homme impliqué dans le vol du cheval de l'administrateur du Tibet occidental. McKay rappelle qu'on continuait à infliger, pour de nombreux délits, des châtiments corporels entraînant souvent la mort. Ce type de sanction est interdit par le 13e dalaï-lama en 1913.
Selon Peter Hopkirk citant David Macdonald converti au christianisme et qui fonda une petite église à Yatoung au Tibet, un autre châtiment, que seul le dalaï-lama pouvait ordonner, consistait à refuser à l'âme du condamné toute possibilité de renaissance, ce qui vouait celui-ci aux limbes éternelles. Si ce châtiment était assorti d'une condamnation à la peine capitale, la tête de la victime était séchée et placée dans un bâtiment spécial près de Lhassa, sorte de « galerie de repris de justice ».

### Répression des partisans du régent Réting
En 1947, lors de la répression gouvernementale contre les partisans de l'ancien régent, le 5e Réting Rinpoché, le monastère de Séra fut bombardé par les mortiers de l'armée tibétaine et pris d’assaut, ce qui coûta la vie à quelque 200 moines, tués par les mitrailleuses. Les bâtiments furent entièrement pillés par les soldats, si bien que pendant des semaines des objets précieux réapparurent dans les boutiques de Lhassa,,,. Le monastère de Réting fut saccagé et pillé par les soldats envoyés par le gouvernement tibétain : statues fracassées, thangkas arrachées de leur support, livres précieux arrachés de leur reliure et éparpillés au sol. À l'instar du temple de Tengyeling trente ans auparavant, tous les bâtiments furent détruits.

### Liberté de culte

#### Persécutions de chrétiens

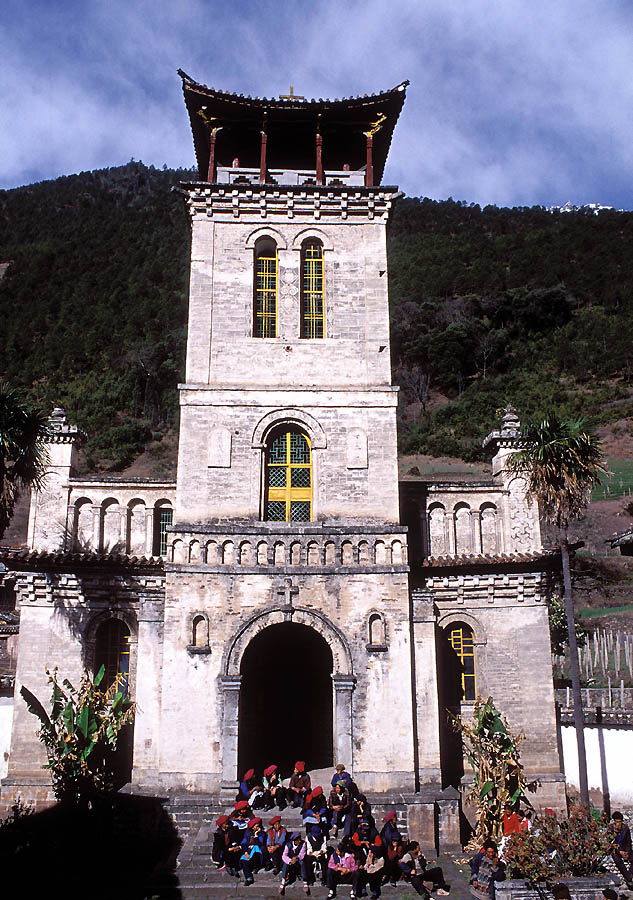
Église catholique de Cizhong dans le Yunnan, fondée par les MEP

Selon Hsiao-ting Lin, les Chrétiens ont parfois fait l'objet de persécutions dans l'ancien Tibet, mais à différentes périodes de l'histoire du Tibet, les dirigeants laïcs et les chefs religieux comme le dalaï-lama ont protégé les missionnaires occidentaux et leurs rôles de prêcheurs chrétiens auprès des Tibétains. En 1630, la mission jésuite de Tsaparang, dans le royaume de Gugé (province de Ngari, Tibet occidental), eut à pâtir du soulèvement des Bonnet jaunes contre le roi qui se montrait favorable aux Chrétiens. Nombre de convertis furent emmenés comme esclaves au Ladakh. La mission s'effondra en 1640 lorsque la relève de trois nouveaux prêtres fut attaquée et dut rebrousser chemin avant d'atteindre Tsaparang.
Entre 1850 et 1880, après qu'un décret eut permis aux missionnaires occidentaux d'acheter des terres et de construire des églises dans les provinces chinoises, douze pères de la Société des missions étrangères furent assassinés au Tibet ou bien tués ou blessés lors de voyages vers d'autres missions avancées des zones frontalières sino-tibétaines. En 1881, le père Brieux, chef des Missions étrangères de Paris à Batang dans le Tibet oriental, fut assassiné alors qu'il faisait route vers Lhassa. Les responsables Qing devaient découvrir, à la suite d'une enquête diligentée, que ces meurtres étaient approuvés et même orchestrés en sous-main par les lamaseries locales et leurs protecteurs, les chefs indigènes. Se sentant menacés par le nombre croissant de nouvelles recrues chrétiennes, les communautés monastiques lamaïques et leurs mentors politiques décidèrent de prendre des mesures draconiennes pour préserver leurs intérêts religieux, financiers et politiques.
Selon Hsiao-ting Lin, en 1904, le représentant des Qing, Feng Quan, chercha à réduire l'influence de l'école gélougpa et ordonna qu'on protège les missions à Bathang (district de Batang). L'indignation suscitée par les mesures de Fen Quan et la présence chrétienne culmina en mars 1905, où des milliers de moines se révoltèrent, tuant Feng, son entourage, les responsables chinois et les prêtres catholiques. La révolte se propagea rapidement à d'autres villes du Tibet oriental, débordant même dans le Sichuan voisin. Les missions et églises furent brûlées et détruites par les moines gélougpa et les chefs locaux. Des douzaines d'Occidentaux, dont 4 prêtres, furent tués. Les autorités impériales durent envoyer 2 000 soldats pour que la révolte prenne fin. L'hostilité des dignitaires monastiques et des petits chefs locaux perdura durant les derniers temps de l'empire Qing et jusqu'après l'avènement de la République. Selon Roland Barraux les Tibétains se révoltèrent en 1905 contre les autorités mandchoues et la répression fut féroce.
Le missionnaire Francis Goré, qui résida 21 ans à l'église catholique de Cizhong, remet les persécutions subies par les missionnaires dans le contexte historique :
« … Mais alors, comment expliquer les persécutions ? Il n'y a qu'à en rappeler les dates pour se rendre compte que les missionnaires furent enveloppés dans des révoltes dont le but était politique. L'expulsion des missionnaires du Thibet, en 1865, a coïncidé avec la campagne thibétaine du Niarong, la persécution de 1887 a suivi la lutte dont le Sikkim fut le théâtre et l'enjeu, celle de 1905 a accompagné le retrait des troupes anglaises de Lhassa et la révolte de Batang ; enfin, la dernière en date, en 1912, dans la région de Taofu, fut un épisode de la révolution antidynastique. Dans toutes ces circonstances, certaines lamaseries et leurs fermiers ont obéi à un mot d'ordre de l'autorité supérieure… »).

#### Musulmans
Dans son ouvrage Sept ans d'aventures au Tibet, basé sur son séjour au Tibet à la fin des années 1940, Heinrich Harrer fait remarquer que la tolérance est une vertu importante des Tibétains qui respectent les différentes opinions religieuses. À Lhassa, les musulmans formaient une communauté importante qui disposait d'une mosquée, ils étaient libres de pratiquer leur religion. Originaires des Indes, ils se sont assimilés à la culture tibétaine. Leurs précurseurs demandèrent que leur épouses tibétaines se convertissent à l'islam, mais le gouvernement tibétain émit un décret autorisant les Tibétaines épousant des musulmans à conserver leur religion. Les Hui-Hui sont des musulmans chinois venant du Kokonor et possédant également leur mosquée à Lhassa.

### Droit à l'Éducation
Concernant l'éducation au Tibet avant 1950, trois modes d'enseignement collectif coexistaient : l'enseignement bouddhiste assuré dans les monastères, l'enseignement officiel organisé par le gouvernement tibétain et enfin l'enseignement privé,. De plus, en 1923, pour développer l’éducation au Tibet, le 13e dalaï-lama fonda la première école anglaise à Gyantsé.
Selon le site de la chaîne d'état chinoise Radio Chine Internationale, 95 % des Tibétains étaient analphabètes (80 % pour l'ensemble des Chinois en 1949) et les écoles, au sens moderne du terme, n'existaient pas. La Chine commença à instaurer un système éducatif laïque au début des années 1950.

## Droits de l'homme après 1951

### Les réformes du14edalaï-lama dans les années 1950
Le 14e dalaï-lama voulait moderniser le Tibet, car il avait entendu parler des injustices et des inégalités importantes dans le partage des richesses du Tibet, ce qui était opposé aux enseignements du Bouddha. Profitant de la trêve qui suivit la démission des deux premiers ministres tibétains Lukhangwa et Lobsang Tashi fin avril 1952, il mit en place un comité de réforme qu'il envisageait depuis qu'il avait constaté la misère de ses concitoyens lors de son voyage en 1950 vers la vallée de Chumbi. Il voulait établir une justice indépendante, un système d'éducation, et construire des routes. Il était du même avis que Gyalo Dhondup sur la nécessité d'une réforme agraire, les grandes propriétés devant revenir à l'État pour être redistribuées aux paysans après indemnisation des propriétaires. Cependant, les grands propriétaires s'y opposaient, et surtout les Chinois ne voulaient pas se faire ravir la vedette.
Selon Johann Hari, durant les quelques années où il dirigea le Tibet « dans une alliance difficile avec les Chinois », le dalaï-lama institua des réformes majeures. Dans un entretien, il rapporte avoir établi un système judiciaire indépendant et aboli le système de la dette héréditaire, qui était, explique-t-il, « le fléau de la communauté paysanne et rurale », piégeant celle-ci dans une servitude envers l'aristocratie.
Dans son autobiographie ma terre et mon peuple, le dalaï-lama indique qu'il nomma une commission des réformes comprenant 51 membres parmi les fonctionnaires religieux et laïcs et les responsables des monastères, ainsi qu'une commission permanente pour étudier les projets de réformes et faire un rapport pour l'assemblée nationale et pour lui-même. La réforme la plus simple mise en œuvre concernait la collecte des impôts, dont le montant nécessaire à chaque district était fixé par le gouvernement, auquel les administrateurs de districts ajoutaient une taxe supplémentaire pours leur propres dépenses, ce qui avait conduit à des abus. En accord avec le conseil des ministres et la commission des réformes, le dalaï-lama modifia radicalement ce système. Les administrateurs de districts n'étaient plus autorisés à prélever de taxe supplémentaire, mais uniquement l’impôt à reverser à Lhassa qui leur allouait en retour un salaire fixe. Cette réforme fut bien accueillie par la population, au contraire des administrateurs de districts qui avaient abusé. Dans les suites de l'exode tibétain de 1959, le 14e dalaï-lama travaille au texte d'une constitution tibétaine qui s'inspire de la déclaration universelle des droits de l'homme comme il l'indique dans son ouvrage Ma terre et mon peuple publié en 1962. Ce projet constitutionnel débouche sur la Charte des Tibétains en exil qui se base sur la déclaration universelle des droits de l'homme et garantit à tous les Tibétains en exil l’égalité devant la justice et la jouissance de tous les droits et libertés sans discrimination.

### Position du gouvernement de la république populaire
Les dettes féodales furent annulées le 17 juillet 1959 par le Comité préparatoire de la région autonome du Tibet.
Dans les réformes qui furent appliquées après 1959, le philosophe marxiste italien Domenico Losurdo voit l'occasion pour la population tibétaine de bénéficier des droits de l'homme, jusque-là inconnus au Tibet, en plus d'une amélioration des conditions de vie et de l'allongement de la durée de vie.

### Position du gouvernement tibétain en exil
Le gouvernement tibétain en exil et le dalaï-lama, s'ils reconnaissent que la situation de la Chine s'améliore, affirment toutefois que la situation au Tibet ne fait qu'empirer, en particulier pour les droits de l'homme qui sont bafoués, et pour l'environnement qui se dégrade gravement. Dans les prisons les tortures sont systématiques pour les prisonniers politiques tibétains, qui sont plus de 100. La liberté religieuse est loin d'être respectée, comme l'illustre la fuite au passage de l'an 2000 du 17e Karmapa, Orgyen Trinley Dorje. Les Tibétains subissent une discrimination notamment pour les emplois, de nombreux avantages étant donnés aux Hans.
Les opposants à la présence chinoise estiment que, sous prétexte de lutte contre l'indépendantisme, les Tibétains sont fermement contrôlés par le pouvoir central, que la Région autonome du Tibet serait sous la surveillance du pouvoir central et que la présence de l'armée et de la police s'y ferait sentir plus que dans d'autres parties de la Chine. Ils soulignent par exemple, à l'instar du moine Matthieu Ricard, le fait que les monastères soient sévèrement contrôlés.

### Accusation de génocide physique
La Commission internationale des juristes a qualifié dans un rapport de 1959 les massacres perpétrés au Tibet par les autorités chinoises de génocide, l'ensemble des événements liés à l'occupation ayant entraîné la mort de plus d'1,2 million de Tibétains entre 1949 et 1979 selon le gouvernement tibétain en exil et les associations des Tibétains en exil luttant pour la liberté du Tibet et le respect des Droits de l'Homme pour les Tibétains.
Le 11 janvier 2006, la Cour suprême d'Espagne a annoncé qu'elle allait instruire une enquête concernant l'implication de sept anciens dirigeants chinois, entre autres l'ancien président Jiang Zemin et l'ancien Premier ministre Li Peng, dans un génocide au Tibet. Cette instruction est la conséquence d'un arrêté de la Cour constitutionnelle espagnole du 26 décembre 2005 qui autorise le traitement des plaintes pour génocides, même si elles n'impliquent pas de nationaux espagnols,. À la suite de pressions émanant d'Israël, de la Chine et des États-Unis, le Sénat espagnol a limité le 19 mai 2009 la loi de compétence universelle, celle-ci ne devant plus s'appliquer qu'à des cas impliquant des Espagnols ou à des suspects présents sur le territoire de l'Espagne,. En septembre 2010, le CAT, le Comite de Apoyo al Tibet, la Casa del Tibet et Thubten Wangchen, un Tibétain en exil possédant la nationalité espagnole, saisissent la cour no 2 de l'Audiencia Nacional enquêtant sur le génocide et autres crimes commis au Tibet. 
La Cour européenne des droits de l’homme (CEDH) a enterré l'enquête ouverte devant l'Audience nationale sur le prétendu génocide commis au Tibet par les autorités chinoises. L'instance, qui a son siège à Strasbourg, a refusé d'examiner si le classement de l'affaire en 2014 avait violé les droits fondamentaux. Selon les deux résolutions de la CEDH adoptées en novembre et décembre 2020, cette décision « est définitive et ne peut faire l'objet d'un recours »,.
Le politologue et historien américain Michael Parenti s'interroge, quant à lui, sur la vraisemblance de l'accusation de génocide : « Si les Chinois avaient tué 1,2 million de personnes au début des années 1960, la presque totalité du Tibet aurait été dépeuplée, transformée en zone de tir parsemée de camps d'extermination et de fosses communes, ce dont il n'y a aucune trace. Les maigres forces chinoises éparpillées à la surface du Tibet n'auraient pas pu regrouper, traquer et exterminer autant de gens même en y passant la totalité de leur temps ». Le même auteur déclare qu'il n'est pas parvenu à trouver des indications ni même des calculs montrant que 1,2 million de Tibétains avaient été massacrés. Il y a même des indications du contraire, comme le fait que villages, bourgs et cités sont restés intacts, qu'il n'y a pas de récits de massacres.
L'évaluation de 1,2 million de morts est récusée également par un démographe chinois, Yan Hao, de l'Institut de recherche économique à Pékin, qui juge défectueuse la méthodologie employée par le GTE. Il s'étonne que celui-ci puisse parvenir à un nombre de morts exact en analysant des documents alors qu'il a des difficultés à établir le chiffre exact de la population totale du Tibet. Il s'étonne qu'il puisse donner le nombre exact de morts pour chaque région alors qu'il a du mal à établir clairement les limites du grand Tibet et celles de ses provinces. Alors qu'en démographie il est indispensable de disposer d'échantillonnages opérés au hasard pour obtenir des données fiables, comment des enquêtes entièrement à base de témoignages de réfugiés, pourraient-elles donner des résultats objectifs et impartiaux.

### Accusations d'avortements forcés (1980-1990)
Un rapport de 1999 présenté par la Ligue internationale des droits de l'homme à une sous-Commission de la Commission des droits de l'Homme a fait état de méthodes particulières qui seraient appliquées aux femmes tibétaines dans le cadre du contrôle des naissances au Tibet dans les années 1980-1990. Alors que les autres minorités ne font pas partie de la politique de contrôle des naissances en Chine, les femmes tibétaines y auraient été incluses et auraient été stérilisées et obligées d'avorter au-delà du premier enfant.
Se référant aux travaux conduits par Goldstein sur 13 villages de la région autonome et à ses propres recherches menées dans le Qinghai, le spécialiste en économie du développement Andrew Martin Fischer estime que les allégations d'abus dans le contrôle des naissances concernent, pour un grand nombre d'entre elles, les zones tibétaines en dehors de la région autonome du Tibet, et, dans la plupart des cas, renvoient aux années 1980 et au début des années 1990. Il voit dans ces abus moins une politique érigée en système que des excès de zèle très localisés et brefs.

### Accusation de génocide culturel
Pour Lobsang Sangay, le premier ministre du gouvernement tibétain en exil, au Tibet, la culture tibétaine est en train de disparaître par la volonté délibérée et systématique de la Chine, qui force les Tibétains à s'assimiler en les empêchant d’étudier, de parler leur langue et de pratiquer leur foi. Sur une longue période, affirme-t-il le 30 novembre 2011, on constate les effets d’un génocide. Le ministre ajoute que depuis mars 2008, les autorités chinoises se sont lancées dans des actions violentes pour prendre le contrôle des monastères.
La région autonome du Tibet comporte actuellement 150 000 nonnes et moines. D'après le professeur Barry Sautman de l'université des sciences et techniques de Hong Kong, c'est la plus grande concentration d'« ecclésiastiques à temps plein » du monde bouddhiste.
Le 7 novembre 2011, lors d'une conférence de presse, le 14e dalaï-lama a dénoncé ce qu'il appelle « une sorte de génocide culturel » mené par la Chine comme étant à l'origine de la vague d'immolations de Tibétains qui débuta en mars 2011. En effet, douze moines et nonnes se sont immolés en 2011, principalement dans la province du Sichuan, dans la région du monastère de Kirti, préfecture autonome tibétaine et qiang de Ngawa, dans la préfecture autonome tibétaine de Garzêet la région autonome du Tibet, dont au moins sept sont décédés. À ces auto-immolations s'est ajoutée la tentative d'un Tibétain devant l'ambassade de Chine à New Delhi en Inde, qui s'est soldée par des brûlures aux jambes. Au cours de cette conférence de presse, le 14e dalaï-lama a estimé que les suicides s'opposent au caractère sacré de la vie selon les préceptes bouddhistes, répétant qu'il prônait « la non violence ». Le 9 novembre 2011, rappelant lui aussi que dans le bouddhisme la vie est sacrée, le 17e karmapa, une des autorités religieuses du Tibet, a appelé, d'une part les moines tibétains en Chine à mettre fin à cette série d'auto-immolations et de trouver d'autres moyens de dénoncer la politique de Pékin, et d'autre part les dirigeants chinois à regarder en face la source de ces incidents tragiques, ajoutant qu'une réponse impitoyable ne ferait qu’empirer la situation.

### Violations de la liberté de religion
Les Tibétains au Tibet déclarent que leur droit à pratiquer le bouddhisme est clairement limité.
L'interdiction la plus rigoureusement appliquée est celle concernant les prières publiques pour le 14e dalaï-lama. En outre, une permission des autorités est nécessaire pour toute grande réunion publique, et les rassemblements bouddhistes n'en sont pas exemptés.
Lors d'une conférence de presse en mars 2009, Yang Jiechi, ministre des Affaires étrangères de la république populaire de Chine, déclara que le dalaï-lama est « loin d'être une figure religieuse mais un personnage politique ». Xinhua, Xinhua citant un tibétologue, fait écho à ce thème, en se référant aux efforts du dalaï-lama dans l'établissement d'un gouvernement en exil, établissant une Constitution et d'autres réalisations Mettre fin à l'utilisation des monastères par la « clique du dalaï-lama » pour la subversion contre l'État est un élément central de la campagne que promeut le PCC pour "la stabilité et l'harmonie dans le domaine religieux». L'organe d'État de surveillance du bouddhisme, l'Association bouddhiste de Chine, a changé sa charte en 2009 afin de dénoncer le dalaï-lama pour sa campagne en faveur de l'indépendance du Tibet. Le gouvernement populaire central a affirmé le droit d'approuver le prochain dalaï-lama, selon les « conventions historiques » utilisées sous la dynastie Qing depuis 1793.
Le Centre tibétain pour les droits de l'homme et la démocratie (TCHRD) a rapporté des cas d'«éducation patriotique" en 2005, d'après le témoignage de jeunes moines tibétains qui se sont échappés du Tibet. Selon ceux-ci, les moines ont reçu une littérature politique et un script à réciter aux fonctionnaires du Bureau religieux du comté quand ils durent leur rendre visite. Ils ont été forcés de dénoncer le dalaï-lama comme un « séparatiste » et de prêter allégeance à la Chine, et ont dû répondre à des questions relatives à cette littérature. Les fonctionnaires ont également exhorté les moines à accepter la légitimité de Gyancain Norbu, le choix du gouvernement de 11e panchen-lama.
Selon le CECC, des canaux éducatifs, juridiques, et de propagande sont utilisés pour obliger les bouddhistes tibétains à changer leurs croyances religieuses pour une doctrine qui promeut les positions et la politique du gouvernement. A contrario, cela a amené les Tibétains à renforcer leur demande de liberté de religion et du retour du dalaï-lama au Tibet. En juin 2009, un officiel monastiques qui détient également la vice-présidence de la CCPPC pour le Tibet, a déclaré à des moines au monastère de Galden Jampaling à Qamdo que leur liberté de religion est le résultat de la bienveillance du Parti. Le TCHRD a affirmé que les autorités chinoises en 2003 ont menacé les habitants d'un comté tibétain d'expropriation s'ils ne donnait pas les portraits du dalaï-lama dans un délai d'un mois.
Le PCC a encore augmenté son influence sur l'enseignement et la pratique du bouddhisme tibétain en 2009, y compris dans l'intensification d'une campagne médiatique pour discréditer le dalaï-lama comme chef religieux et empêcher les Tibétains de le respecter en tant que tel. Des déclarations officielles chinoise ont également indiqué que le gouvernement allait choisir un successeur au dalaï-lama, actuellement âgé de 74 ans, quand il décèdera.
Selon le tibétologue Robert Barnett dès 2008, l’année où ont éclaté des protestations dans la région autonome du Tibet, « l’étau s’est encore resserré ». Les membres du Parti se sont installés dans les monastères pour imposer aux moines des séances de rééducation patriotique. Il existe un lien direct entre les interventions des autorités chinoises et les immolations de Tibétains. Katia Buffetrille, précise que « Pékin a déjà mis les monastères au pas en y postant des laïcs et en forçant des moines à se défroquer ».

#### Accusations de persécution de chrétiens
Selon l'association américaine ChinaAid (en), qui cite Song Xinkuan, un chrétien de la province de Henan, 11 chrétiens dont lui-même ont été arrêtés le 7 octobre 2011 puis relâchés par la police à Lhassa, constituant peut-être la première persécution de chrétiens dans la région autonome du Tibet. Song Xinkuan, qui est accusé de rassemblements illégaux chez lui, affirme que la police lui a répété que « la religion chrétienne était non seulement illégale au Tibet mais constituait un prétendu culte qui sapait l'unité ethnique et la stabilité sociale » Song Xinkuan a été relâché le 11 novembre, et connu durant plus d'un mois de prison, injures et mauvais traitements. Ses biens, confisqués au cours d'une fouille à son domicile, ont été détruits.

#### Endoctrinement politique des religieux
Amnesty International et Human Rights Watch ont demandé que les autorités chinoises arrêtent l'« endoctrinement politique obligatoire auquel sont soumis les religieuses et les moines tibétains dans le cadre des programmes gouvernementaux d'éducation patriotique ». Selon ces 2 ONG de nombreux Tibétains se plaignent de cette politique qui porte atteinte à « leur droit à la liberté d'expression et au libre exercice de leur religion »,.

### Affichage des photos du dalaï-lama en public
En 1986, sous la présidence de Deng Xiaoping, les Tibétains, profitant de la politique libérale en matière religieuse adoptée par Wu Jinghua, le nouveau premier secrétaire du parti au Tibet, se mirent pour la première fois à afficher publiquement des photos du dalaï-lama.
Dans un rapport Writenet commandité par le Haut Commissariat des Nations unies pour les réfugiés, le professeur Colin P. Mackerras rapporte que lors de son séjour au Tibet en 1990, on y fabriquait et vendait en grandes quantités des photos du dalaï-lama et que celles-ci était affichées partout dans les monastères. Par contre, en 1997, il n’y en avait plus une seule de visible.
Après un voyage en 1993, Andreas Salcher, dans Tibet: Between Myth and Reality, s’étonne que malgré l’interdiction officielle, des photos de dalaï-lama soient en vente au marché de Lhassa.
Selon Robert Barnett, professeur d’études tibétaines à l’université Colombia à New York, la décision d’interdire en Chine les photos du dalaï-lama fut prise en 1994 lors d’une réunion présidée par Jiang Zemin, alors président de la RPC. La décision fut appliquée pleinement à Lhassa en 1996 puis étendue aux autres zones tibétaines les deux années suivantes.
Les photos du dalaï-lama furent interdites dans les lieux publics dès 1994. L’interdiction fut étendue aux symboles religieux dans les foyers des membres du parti puis aux employés de l’État dans leur lieu de travail, Enfin, en 1996, les moines se virent intimer l’ordre, publié au journal officiel, d’enlever toutes les images du dalaï-lama des monastères et des temples.
L'interdiction de l'affichage en public de photos du dalaï-lama ne concerne pas les zones tibétaines des provinces du Qinghai, du Gansu, du Sichuan et du Yunnan.
Selon deux nonnes tibétaines qui ont quitté le Tibet en 2006, dans la région autonome du Tibet les photos du dalaï-lama sont interdites sous peine de prison. En 2006, Qun Pei Choepel, vice-président du Comité permanent de l'Assemblée populaire de la Région autonome du Tibet, donne comme raison pour expliquer que sa photo ne soit pas affichée dans les temples le fait que le dalaï-lama est aussi un chef politique qui se livre à des activités séparatistes.
En 2009, selon Reporters sans frontières, deux internautes tibétains ont été condamnés à 3 ans de prison, pour « communication d’informations à des contacts à l’extérieur de la Chine », notamment pour avoir téléchargé des photos du dalai lama. Trois autres internautes ont été arrêtés pour les mêmes raisons à la même période.

### Répression des manifestations

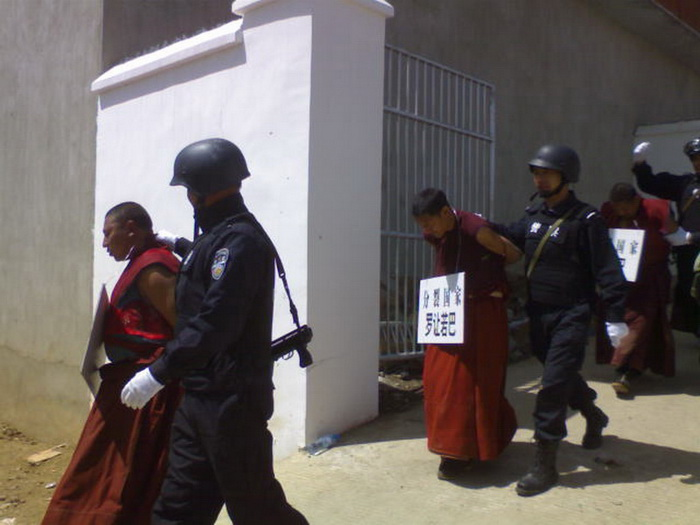
Arrestation de moines tibétains, en avril 2008, à Ngaba

Depuis 1987, des manifestations furent brutalement et violemment réprimées, elles furent suivies d'un an de loi martiale (1989-90).
Mentionnant les événements de la fin des années 1980 et du début des années 1990, Barry Sautman et Baogang He font état de douzaines de personnes tuées et de centaines d'autres arrêtées mais il affirme que les manifestants ont tué plusieurs agents de police et se sont livrés à des lynchages et ont causé des incendies dont les victimes étaient des civils Han.
En 1990, un ancien journaliste chinois vivant à Paris, Tang Daxian, déclara que les forces de sécurité avaient tué plus de 450 Tibétains à Lhassa en mars 1989. Le gouvernement chinois pour sa part fait état d'une douzaine de personnes tuées les 5 et 6 mars.
Deux nonnes bouddhistes qui avaient manifesté pacifiquement pour la libération du Tibet ont été incarcérées plusieurs années dans la prison de Drapchi à Lhassa en 1990,. Lhundrub Sangmo et Rizin Choekyi ont été libérées respectivement en 1999 et en 2002, après avoir subi, selon leur témoignage, des tortures, brimades et privations de nourriture. En 2006, 140 prisonniers d'opinion tibétains étaient détenus dans la prison de Drapchi,. Parmi les prisonniers d'opinion actuels les plus connus, citons Gendhun Choekyi Nyima, Ngawang Sangdrol, Tenzin Delek Rinpoché et Dolma Kyab,,,.
Selon le TCHRD, une manifestation s'est produite le 1er août 2007 à Litang, lors des cérémonies du 80e anniversaire de l’Armée de la libération populaire chinoise. Un nomade tibétain de 52 ans, Runggye Adak, a appelé au retour du 14e dalaï-lama, à la libération du panchen-lama et à la liberté pour le Tibet avant d’être arrêté par la Police de Kardzé. Malgré la promesse faite par les autorités et les manifestations de soutien des populations, la détention de Ronggay Adrak a été maintenue. La situation fut très tendue et plus de 3 000 membres des forces de l’ordre furent mobilisés,.
Le 14 mars 2008, des émeutes ont eu lieu à Lhassa au cours desquelles, ainsi que l'écrit le philosophe slovène Slavoj Žižek, des bandes d'émeutiers ont tué des immigrants chinois et brûlé leurs magasins comme en témoignent des images télévisées, dans ce que l'ex-sénateur socialiste Jean-Luc Mélenchon qualifie de « pogrom contre les commerçants chinois ». Les positions polémiques de Mélenchon suscitent des critiques,,.
Un article publié par Le Monde le 4 avril 2008 explique l'origine de l'émeute qui dura jusqu'au 15 mars en milieu de journée, et rapporte que selon les autorités chinoises, le bilan est de 22 morts, et selon l'entourage du dalaï-lama, d'environ 140 morts, dont une grande partie tuée durant la répression policière. Aucune image n'illustrait alors cette répression sanglante, alors que, force de la propagande chinoise, de nombreux documents attestaient des agressions raciales anti-han et anti-hui.
Selon China Daily, à la suite de ces émeutes, sur les indications de moines et de particuliers, la police de Lhassa saisit plus de cent armes à feu et des quantités de balles, d'explosifs et de détonateurs.
En avril 2009, deux Tibétains présentés comme des émeutiers responsables des incendies sont condamnés à mort.
Commentant une vidéo, fuite de l'armée chinoise en décembre 2011, Thubten Samphel, secrétaire du ministère des Affaires étrangères et porte-parole du gouvernement tibétain en exil, affirma qu'elle illustre la violation des droits de l'homme dont les Tibétains sont les victimes dans leur vie quotidienne.

### Torture
En 2004, le Dr Subramanya Nagarajarao écrit que les atrocités commises comportent des violations physiques et sexuelles, l'usage de chiens pour attaquer les prisonniers, l'usage de bâtons électriques sur le corps, l'insertion d’aiguillon électrique à bétail dans leurs organes génitaux, des brûlures de cigarettes sur le corps et plus macabre, l'extraction forcé de sang des prisonniers

### Accusations de tabassage de Tibétains
Selon Radio Free Asia, en 2009, un Tibétain du nom de Pema Tsepak, âgé de 24 ans, habitant la ville de Punda dans le comté de Dzogang, préfecture de Chamdo, a été arrêté et mis en détention pour son rôle dans une manifestation nonviolente. Il a été battu à mort par la police.
Le 9 décembre 2011, un Tibétain âgé d'environ 20 ans arrêté le jour même à Labrang dans l'Amdo est décédé en détention. Selon des sources exilées à Dharamsala, il aurait été battu à mort par la police chinoise.
Selon l'écrivain et poétesse tibétaine Tsering Woeser, le 14 décembre 2011, au Chinese railway engineering vocational institute à Chengdu, 3 000 étudiants chinois ont attaqué 200 étudiants tibétains, au cri de « tabassez un Tibétain, et gagnez plus d'argent ». De nombreux étudiants tibétains ont été hospitalisés.
Selon Amnesty International les autorités chinoises refusent les demandes de plusieurs experts de l'ONU pour visiter le Tibet.

### Lutte des Tibétains pour le respect de leurs droits fondamentaux
Lorsque Liu Xiaobo reçu le prix Nobel de la paix, le Norwegian Tibet Committee et Chungdak Koren le félicitèrent, ajoutant que le prix encourageait aussi les Tibétains dans leur lutte pour le respect de leurs droits fondamentaux. Le 22 mars 2008, lors des troubles au Tibet, Liu Xiaobo, Wang Lixiong et 28 intellectuels chinois avaient lancé un appel pour demander au gouvernement chinois d'infléchir sa politique au Tibet et pour soutenir l'appel à la paix du dalaï-lama. Ils y déclarait qu'« afin d'éviter que ne se reproduisent de tels incidents, le gouvernement doit absolument respecter les droits à la liberté d'expression et à la liberté de religion et de croyance, qui sont stipulés clairement par la Constitution chinoise. ».